# Dominik Windisch
Dominik Windisch (Brunico, 6 novembre 1989) è un ex biatleta italiano.
È fratello di Markus, a sua volta biatleta di alto livello.

## Biografia
Originario di Rasun-Anterselva, è entrato a far parte della nazionale italiana nel 2008. Ha preso parte a un'edizione dei Mondiali giovanili, Ruhpolding 2008 (16º in individuale, 26º in sprint, 28º in inseguimento, 3º in staffetta), a due dei Mondiali juniores, Canmore 2009 (16º in sprint, 31º in inseguimento, 7º in staffetta) e Torsby 2010 (23º in sprint, 8º in inseguimento, 6º in individuale, 10º in staffetta) e ad alcune gare della Coppa Europa juniores.
In Coppa del Mondo ha esordito il 17 marzo 2011 nella sprint di Oslo Holmenkollen (63º) e ha ottenuto la prima vittoria, nonché primo podio, il 5 gennaio 2012 nella staffetta di Oberhof.
In carriera ha preso parte a due edizioni dei Giochi olimpici invernali, Soči 2014 (11º nella sprint, 65º nell'individuale, 25º nell'inseguimento, 25º nella partenza in linea, 5º nella staffetta, 3º nella staffetta mista) e Pyeongchang 2018 (3º nella sprint, 16º nell'inseguimento, 50º nell'individuale, 17º nella partenza in linea, 12º nella staffetta, 3º nella staffetta mista), e a otto dei Campionati mondiali di biathlon.
In occasione dei Campionati mondiali di biathlon 2019, oltre ad aver centrato il bronzo nella staffetta mista, ha ottenuto la medaglia d'oro nella partenza in linea dopo una gara pazza caratterizzata da forti raffiche di vento.
Si è ritirato dalla carriera agonistica nel marzo 2022, all'età di 32 anni.

## Palmarès

### Olimpiadi
- 3 medaglie:
  - 3 bronzi (staffetta mista[3] a Soči 2014; sprint, staffetta mista a Pyeongchang 2018)

### Mondiali
- 3 medaglie:
  - 1 oro (15 km partenza in linea[3] a Östersund 2019)
  - 1 argento (staffetta mista[3] ad Anterselva 2020)
  - 1 bronzo (staffetta mista[3] a Östersund 2019)

### Mondiali giovanili
- 1 medaglia:
  - 1 bronzo (staffetta a Ruhpolding 2008)

### Coppa del Mondo
- Miglior piazzamento in classifica generale: 14º nel 2017
- 14 podi (3 individuali, 11 a squadre), oltre a quelli conquistati in sede olimpica e iradata e validi per la Coppa del Mondo:
  - 4 vittorie (1 individuale, 3 a squadre)
  - 4 secondi posti (a squadre)
  - 6 terzi posti (2 individuali, 4 a squadre)

#### Coppa del Mondo - vittorie
| Data             | Località    | Nazione   | Specialità                                                   |
| ---------------- | ----------- | --------- | ------------------------------------------------------------ |
| 5 gennaio 2012   | Oberhof     | Germania  | RL (con Christian De Lorenzi, Markus Windisch e Lukas Hofer) |
| 6 febbraio 2016  | Canmore     | Canada    | MS                                                           |
| 10 marzo 2018    | Kontiolahti | Finlandia | MX (con Dorothea Wierer, Lisa Vittozzi e Lukas Hofer)        |
| 30 novembre 2019 | Östersund   | Svezia    | MX (con Dorothea Wierer, Lisa Vittozzi e Lukas Hofer)        |

Legenda:

MS = partenza in linea

RL = staffetta

MX = staffetta mista

### Campionati italiani
- 6 medaglie[1]:
  - 4 ori (sprint, inseguimento nel 2012; sprint nel 2013; partenza in linea nel 2014)
  - 1 argento (partenza in linea nel 2013)
  - 1 bronzo (partenza in linea nel 2021)

### Campionati italiani juniores
- 2 medaglie[1]:
  - 2 ori (inseguimento, sprint nel 2010)

### Campionati italiani giovanili
- 1 medaglia[1]:
  - 1 argento (individuale nel 2008)